# Григорьев, Юрий Владимирович (книговед)
Юрий Владимирович Григорьев (1899—1973) — советский книговед и библиотековед, профессор (1961); автор около 200 научных работ.

## Биография
Родился 28 августа (9 сентября) 1899 года в Москве — правнук поэта Аполлона Александровича Григорьева.
В 1918 году окончил гимназию и в декабре того же года начал работать  делопроизводителем в Московском уездном совете депутатов, затем — в отделе народного образования Бауманского районного совета Москвы. В 1920—1921 годах учился в Московском высшем техническом училище. В 1921 году был призван в Красную Армию, где получил назначение на должность заведующего фундаментальной библиотекой Военной академии РККА. Демобилизовавшись в декабре 1922 года, поступил инструктором по библиотечному делу в издательство «Красная Звезда».
В 1924—1926 годах был слушателем двухгодичных Высших библиотечных курсов НИИ библиотековедения и рекомендательной библиографии при Государственной библиотеке СССР им. В. И. Ленина и, одновременно, преподавал в этом же институте, в 1935—1940 годах — научный сотрудник. Также он преподавал в Московском педагогическом техникуме им. Профинтерна.
С 1927 года Ю. В. Григорьев — учёный секретарь Института библиотековедения, с 1930 года — главный библиотекарь по научно-исследовательской части и хранитель музея при институте.
Со дня открытия (1 октября 1930 года) и до своей смерти работал в Московском государственном библиотечном институте. В 1941—1942 годах вместе с институтом был в эвакуации — во Фрунзе. Вернувшись в Москву, в 1943—1944 годы исполнял обязанности начальника отдела государственных и научных библиотек Наркомпроса РСФСР; с 1944 по 1950 годы заведовал кафедрой библиотековедения, а с 1950 по 1956 годы — кафедрой библиотечных фондов и каталогов.
В 1945—1947 годах был директором Всесоюзной книжной палаты ).
Ю. В. Григорьев и инициатор создания биографической серии «Деятели книги» — основана в 1944 году и выходила сначала в издательстве Всесоюзной книжной палаты, затем — в издательстве «Книга». Её выпуски рассказывали о деятельности известных книговедов, библиотековедов, библиографов.
Жил в Москве на улице Герцена, 26.
Умер 16 января 1973 года в Москве. Похоронен на Новодевичьем кладбище.
С 1979 года в СССР проводились ежегодные чтения, посвященные памяти Григорьева.